# SN 2009iv
SN 2009iv – supernowa typu Ia odkryta 21 sierpnia 2009 roku w galaktyce A025814+0558. W momencie odkrycia miała maksymalną jasność 17,60m.